# Václav Březina
Václav Březina (15. září 1862 Pátek nad Ohří – 9. září 1906 Jindřichův Hradec) byl český malíř, žák prof. J. Mařáka na pražské Akademii výtvarných umění.

## Život
Václav Březina se narodil 15. září 1862 v obci Pátek. Jeho otec Jan Březina byl ředitelem školy a zamýšlel, že se syn Václav rovněž stane učitelem. Václav projevoval malířské nadání a po absolvování akademického gymnázia se v roce 1880 přihlásil na malířskou Akademii v Praze. V letech 1880–1882 absolvoval elementární školu a přípravku u prof. Františka Čermáka a spřátelil se s Antonínem Slavíčkem. V roce 1883 pražskou Akademii opustil a stal se žákem soukromé krajinářské školy Leopolda Stephana (1826–1890). V následujícím roce odešel do Vídně, aby se zdokonalil v malbě u Jana Václava Kautského (1827–1896). U Kautského se seznámil s J. Mařákem. Spolu s ním se vrátil do Prahy a ve školních letech 1887/88–1891/92 se stal jedním z prvních žáků speciální krajinářské školy prof. Julia Mařáka na pražské malířské Akademii. V roce 1889 již jako student vystavoval uhlové kresby na výroční výstavě Krasoumné jednoty v pražském Rudolfinu.
Účastnil se i Jubilejní zemské výstavy v roce 1891, kde vystavil motivy ze Strahovské zahrady.
Po ukončení studia žil (až do roku 1897) v Lenešicích u Loun a maloval luční a lesní partie v okolí Ohře. Pravidelně se zúčastňoval výročních výstav Krasoumné jednoty. Postupně se v jednotlivých letech prezentoval např. obrazy Bažina na Ohři, Selský dvůr v Jičínsku, Pobřeží Oharky, Nový sníh, Lesní idyla, V bukovém lese a Když listí padá. S Uměleckou besedou poprvé vystavuje v roce 1895. Je zastoupen jak na jarní, tak i na vánoční výstavě v Topičově salónu. V prosinci 1896 vystavuje s dobrou odezvou u kritiky velkoformátový obraz Mlýn. Václav Březina zřejmě však oficiálně nevstoupil do žádného z domácích uměleckých spolků a F. X. Harlas jej v r. 1902 řadí do skupiny „Mimo družstvo“. V polovině 90. let 19. století cestuje po Slovensku.
Oženil se v Dobrušce 22. listopadu 1897 s Cecilí Vrabcovou dcerou chalupníka z Bílého Újezdu.
V letech 1899–1903 žil v Náchodě, kde v červnu 1902 vystavoval i osvětově přednášel na téma „Umění výtvarné, jeho technika a umělecký ideál“. Po roce 1903 se odstěhoval do Mladé Boleslavi, kde si otevřel krajinářskou školu. V r. 1905 vystavoval v Bělohradě a v květnu 1906 měl soubornou výstavu (61 obrazů) v Mladé Boleslavi. V posledních letech zajížděl do Jindřichova Hradce na pozvání starosty K. Merty a jeho manželky. Zde rovněž vystavoval v l. 1903 a 1906 a náhle zemřel 9. září 1906  na srdeční vadu. Dle V. Šumana (1929) jeho posledním obrazem je Můstek u Lásenice.
Na přání rodiny (manželka Marie a dcera Cecilie) byl pohřben v Lázních Bělohrad, ale po čase byly jeho ostatky převezeny do Prahy na Vyšehradský hřbitov. Je uložen v hrobě společně s J. Mařákem. Posmrtná výstava byla uskutečněna v Topičově salónu v prosinci 1906 (přibližně 50 obrazů).

## Dílo
Václav Březina patřil společně s Janem Köpplem, Bohumilem Podhrázským a Raimundem Wolfem k nejstarším Mařákovým žákům. Po umělecké stránce byl jeho nejvěrnějším následovatelem a převzal jeho lyrický romantismus, malířskou techniku i rukopis. Nastupující impresionismus jej příliš neovlivnil. Oblíbil si i podobná témata - lesní interiéry, břehy řek a zrcadlení stromů na vodní hladině, okraje lesa, březové háje nebo podzimní cesty. Zachytil krajiny ve všech ročních obdobích, při rozbřesku i večerním stmívání. V okolí Mladé Boleslavi, Ratibořic a v Jižních Čechách maloval lesní skalky, potoky, bažiny, vřesoviště, louky a pastviny. Většinu Březinova díla tvoří oleje a kresby uhlem. V r. 1902 Václav Březina „skládá hold“ svému profesorovi velkoformátovým obrazem Tragedie lesa, který je uměleckou reakcí na dopady pustošivé vichřice na náchodské Brance na jaře 1902.
V době, kdy už byl J. Mařák vážně nemocen, se podílel spolu s Bohuslavem Dvořákem a Pepou Mařákovou na realizaci výzdoby ochozu a schodiště Národního muzea.
Umělecký vývoj Václava Březiny pravidelně sledoval ve Zlaté Praze K. B. Mádl. V r. 1899 (9. června) při hodnocení Výroční výstavy Krasoumné jednoty jeho obraz Když listí padá dává do kontextu s obrazy Ant. Slavíčka Slunce v lese a Ant. Hudečka Na potoce a píše: „Když listí padá podzimem oranžově zbarvené a vysoko leží na aleji, v modravých parách v dálce se ztrácející, jest obraz, který nepostrádá síly ni barvy ni nálady, je pevně vybudovaný a dobře kreslený.“ Hodnocení posmrtné výstavy Václava Březiny (Zlatá Praha, 11. 1. 1907) pak uzavírá slovy: „Myslím, že historie našeho umění, kterou budoucnost napíše, neopomene připomenouti jméno V. Březiny tam, kde budeme mluviti o plejadě Jul. Mařáka. Patří k jeho učenlivým žákům.“

### Zastoupení ve sbírkách
- Národní galerie v Praze, např. obrazy Počátek jara (1893) a Podzim v bukovém lese (1900)
- Památník národního písemnictví, obrazy Labská krajina u Hradce Králové a Údolí se stromy u Mladé Boleslavi
- Galerie středočeského kraje v Kutné Hoře, obraz Na pastvě (kolem 1900)
- Galerie moderního umění v Roudnici nad Labem, obraz Lesní tůňka
- Galerie výtvarného umění v Náchodě, obraz Tragedie lesa (1902)
- Oblastní galerie v Liberci, obraz Partie z Dolní Nové Vsi (kolem 1900)
- Oblastní galerie Vysočiny v Jihlavě, obraz Potok ve vesnici
- Galerie Klatovy / Klenová, obraz se zimním motivem

## Galerie

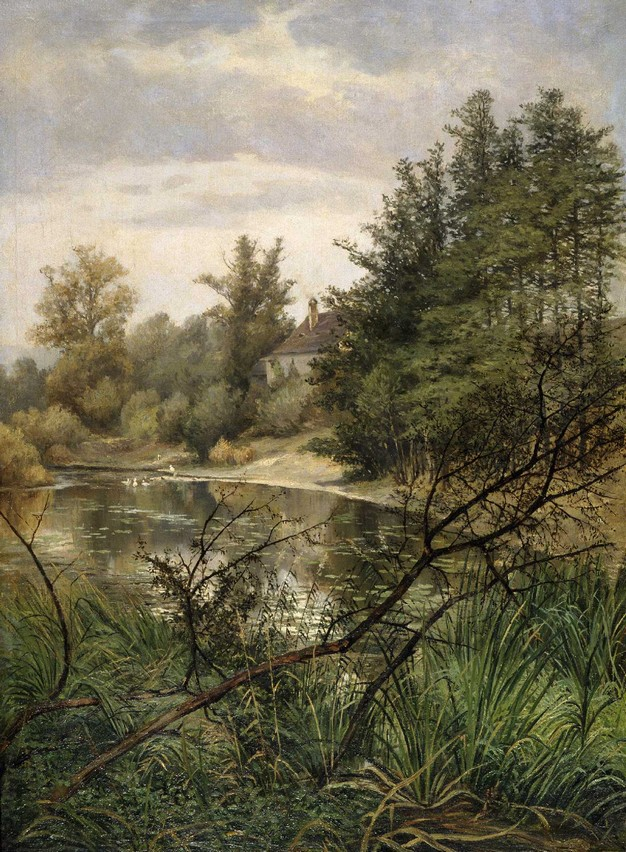
Václav Březina Potok ve vesnici (1890)
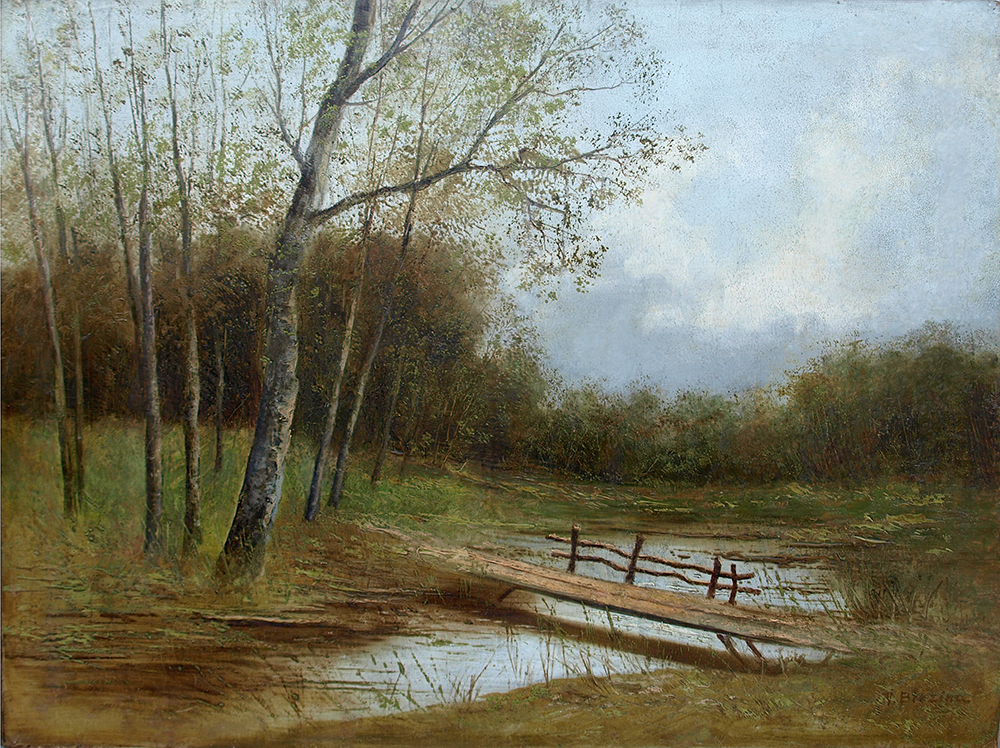
Václav Březina Lávka přes mokřad
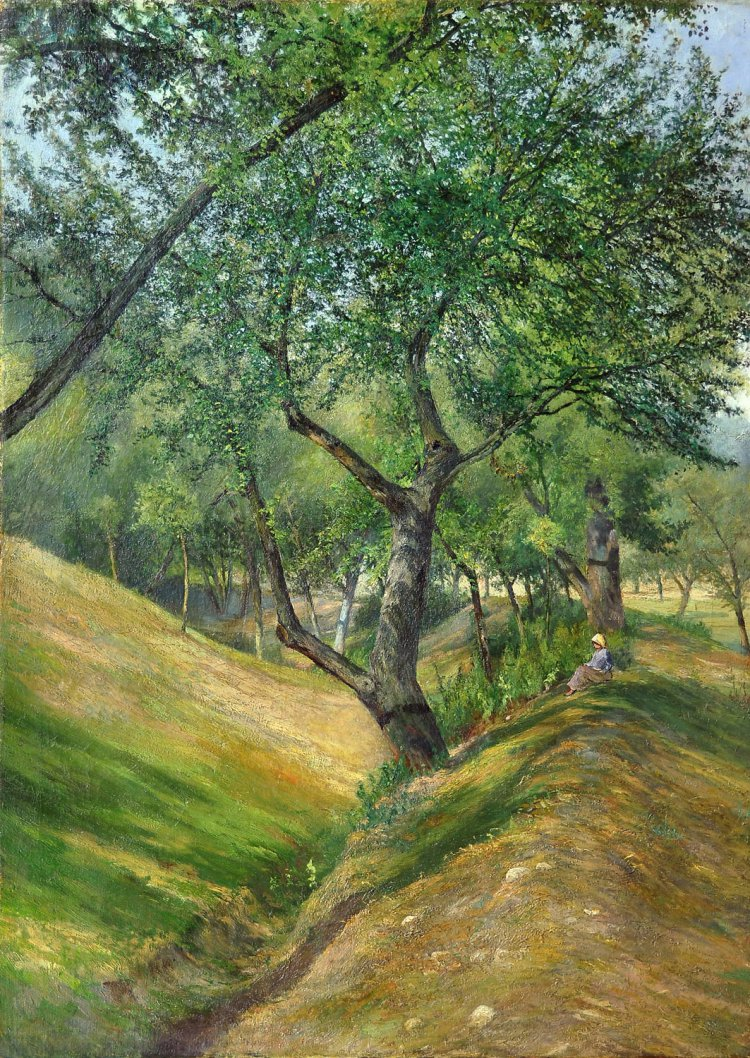
Václav Březina Odpočinek na mezi
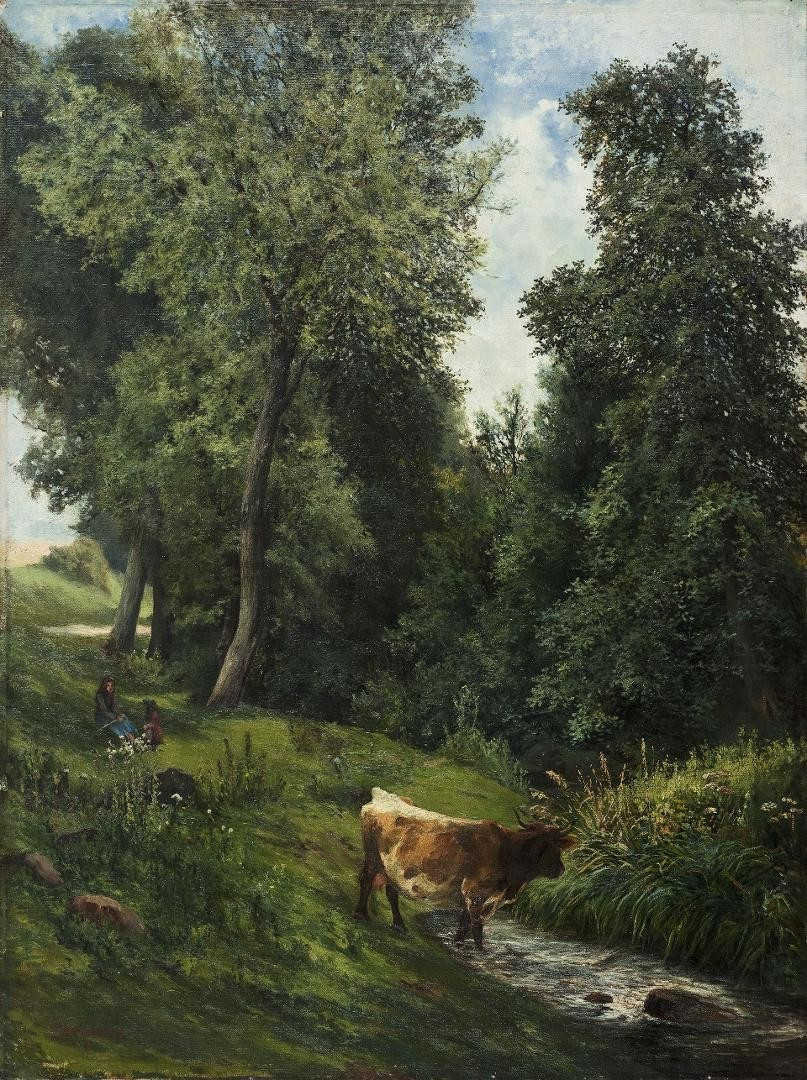
Václav Březina U potoka (1891)
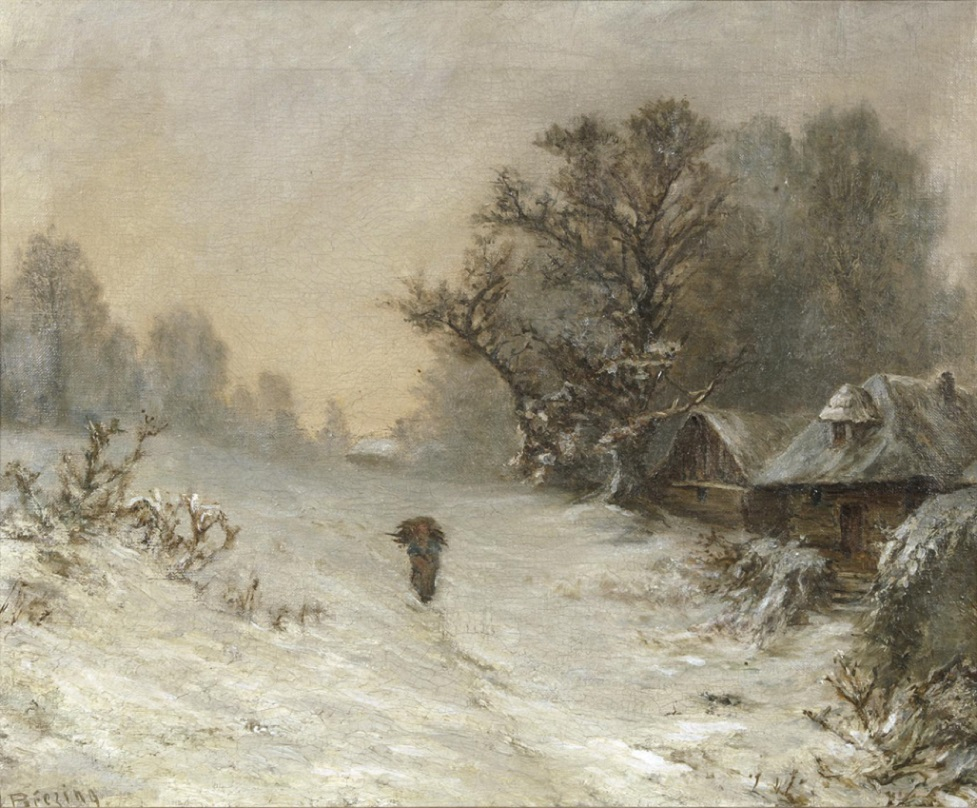
Václav Březina Cesta zimou
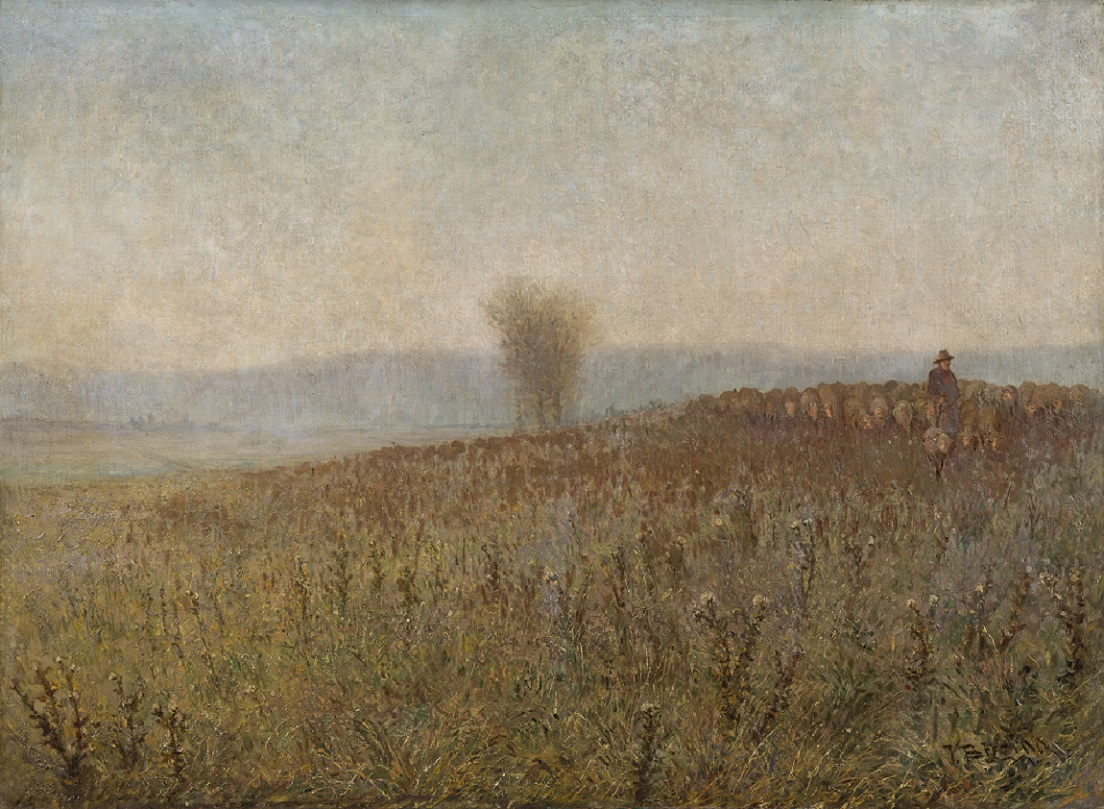
Václav Březina Na pastvě (kolem 1900)
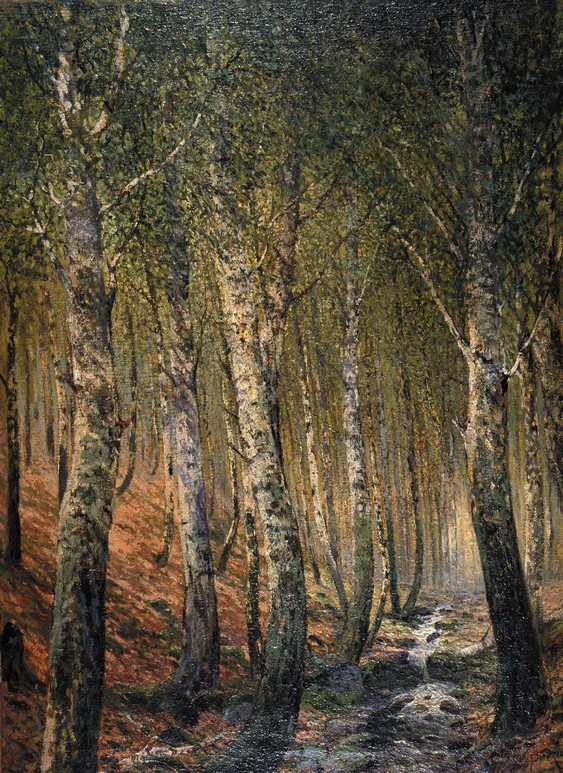
Václav Březina Břízy (kolem 1900)
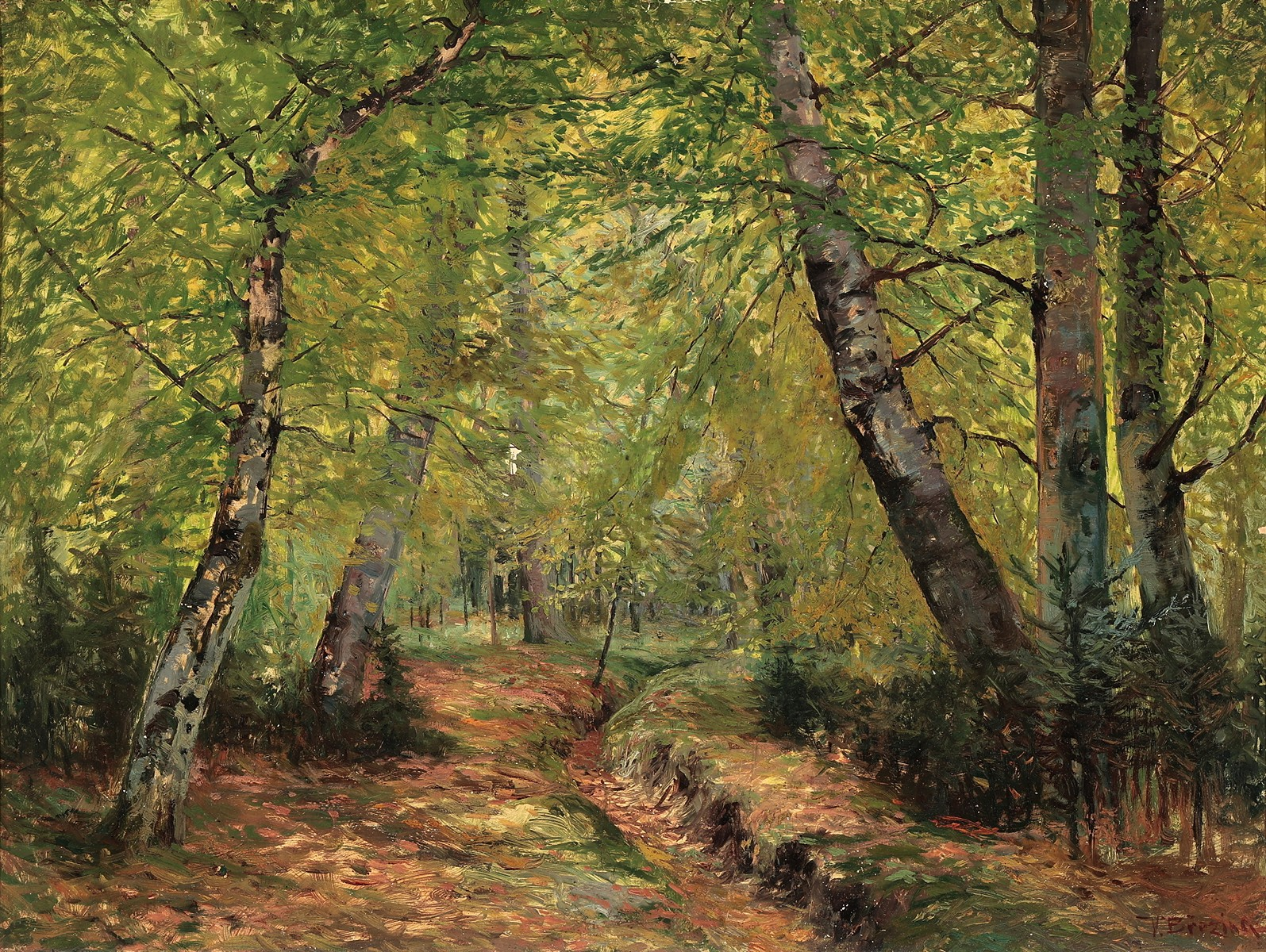
Václav Březina Světlo v lese
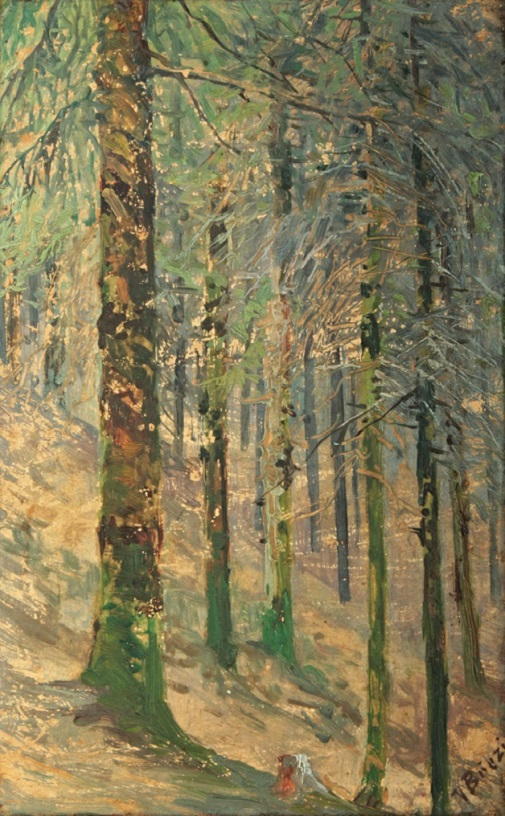
Václav Březina Lesní interiér
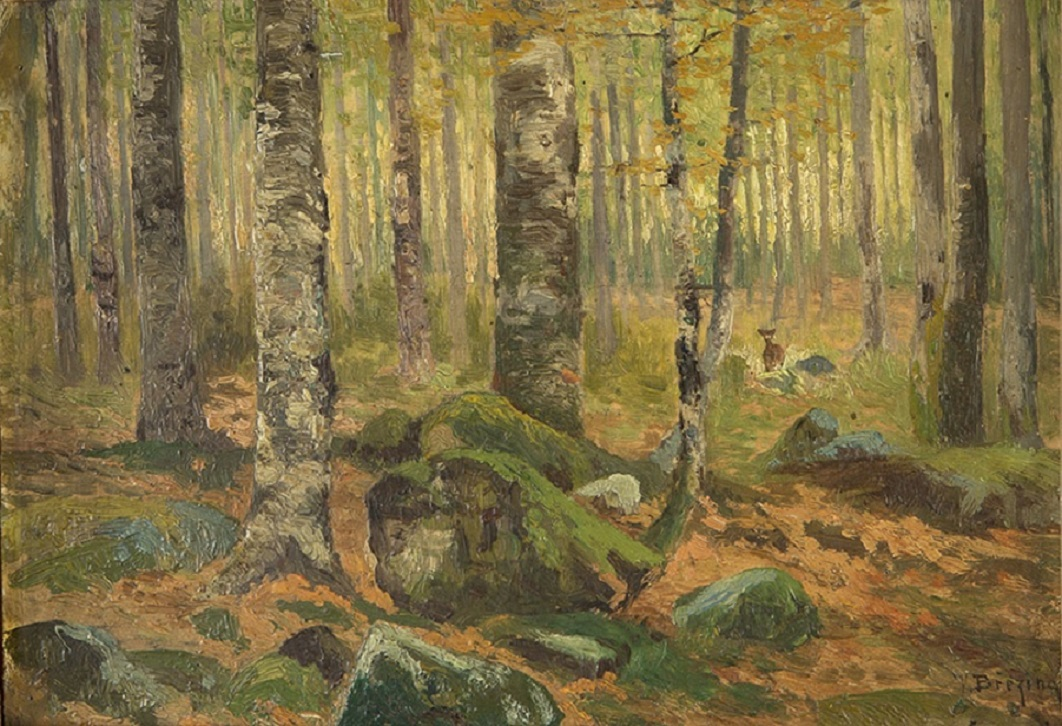
Václav Březina Březový les
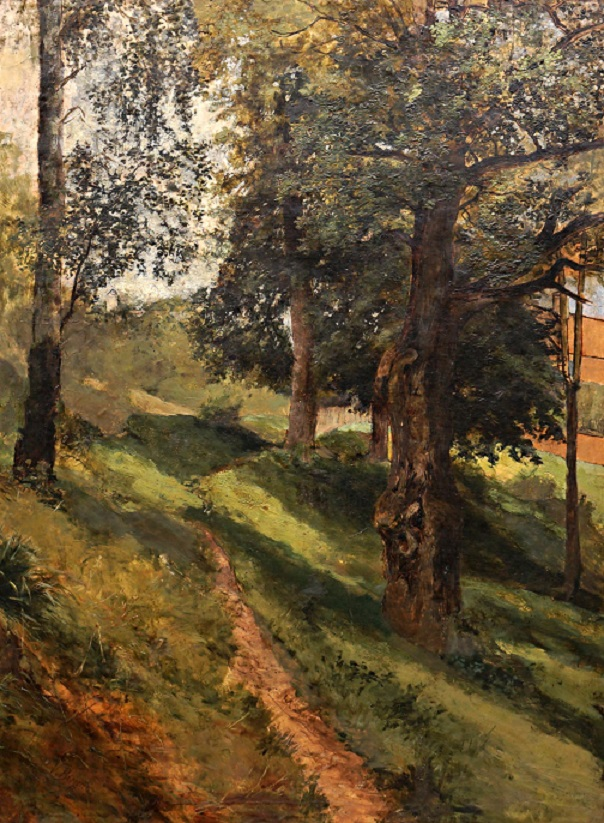
Václav Březina U lesa
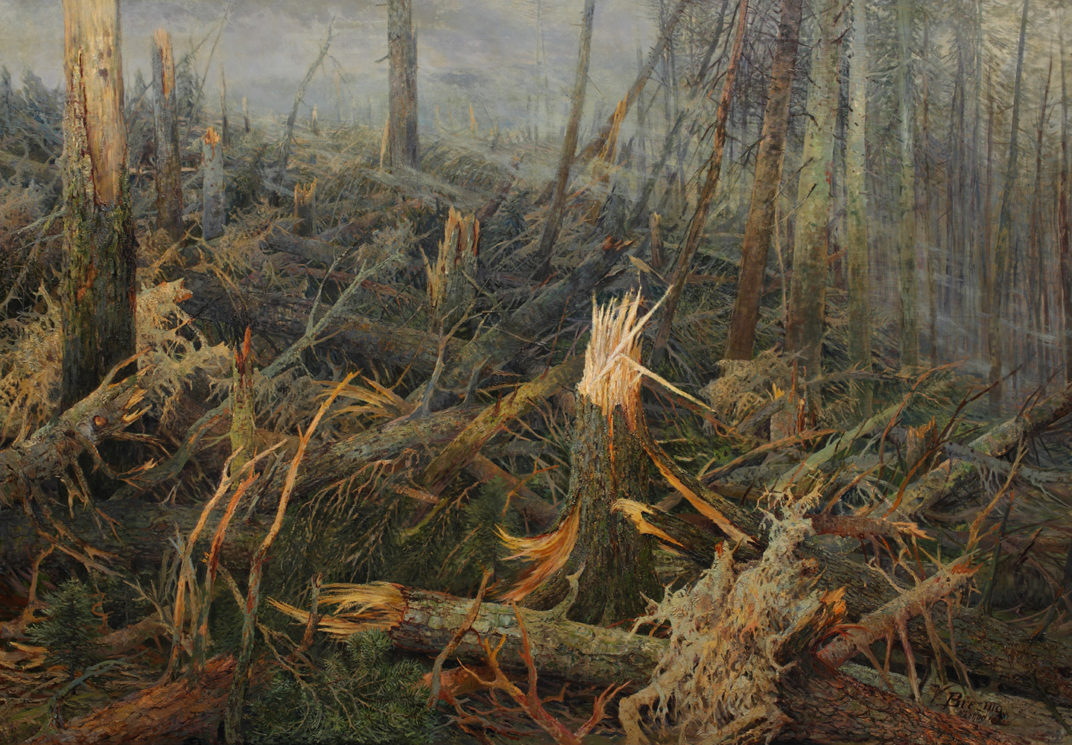
Václav Březina Tragedie lesa (1902)
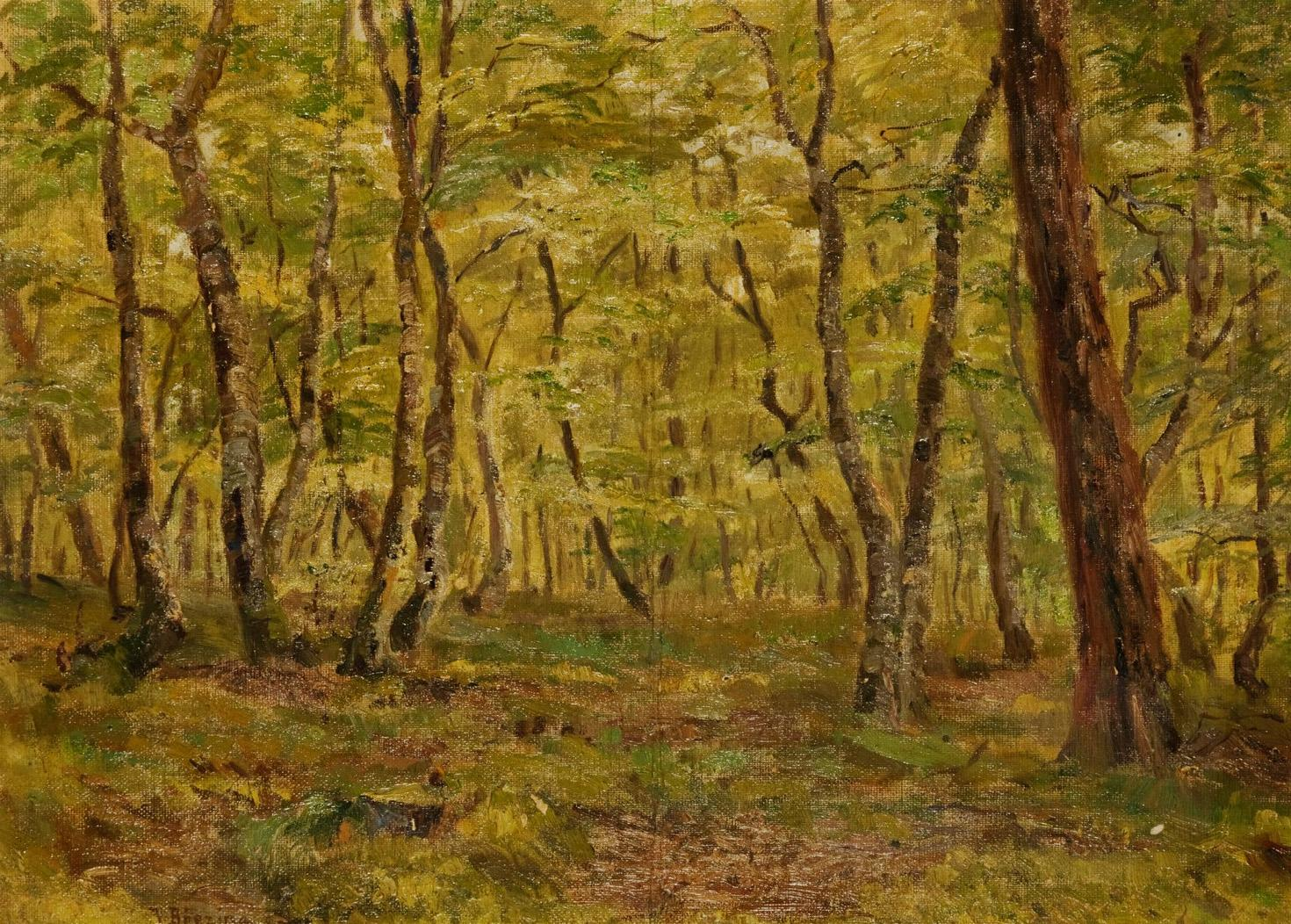
Václav Březina V lese (1906)
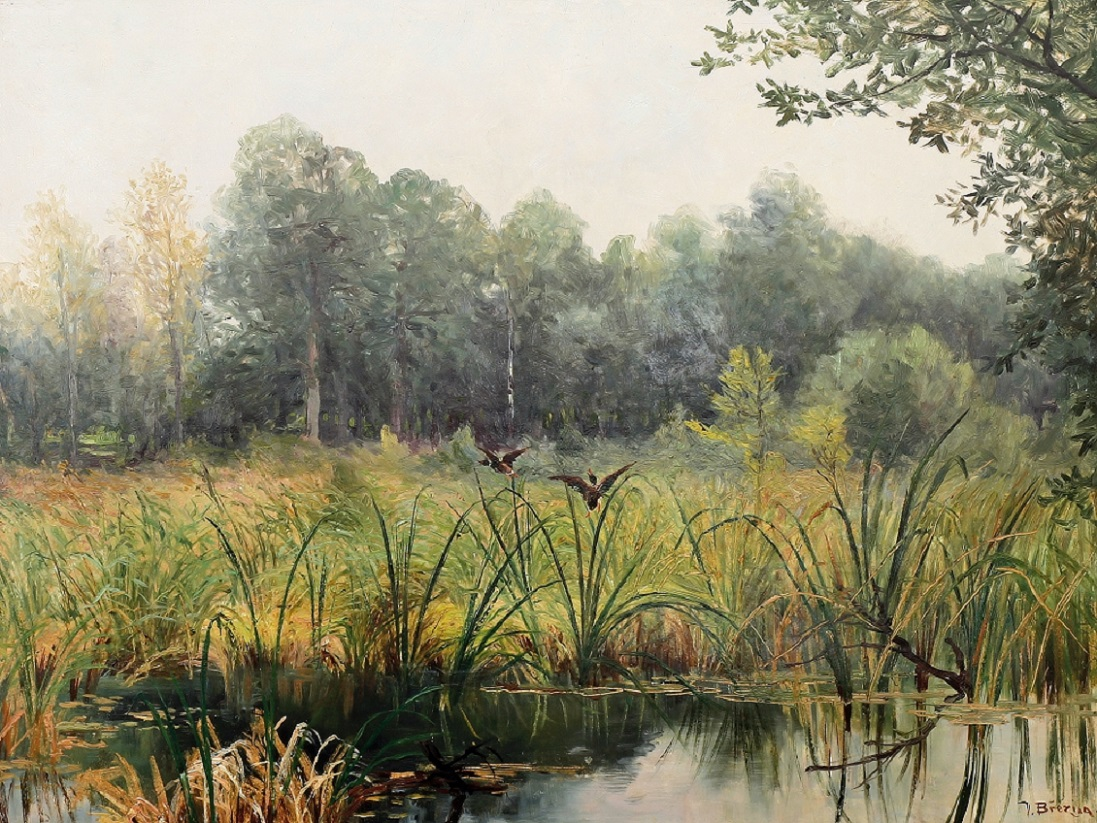
Václav Březina Kachny odlétají (1906)
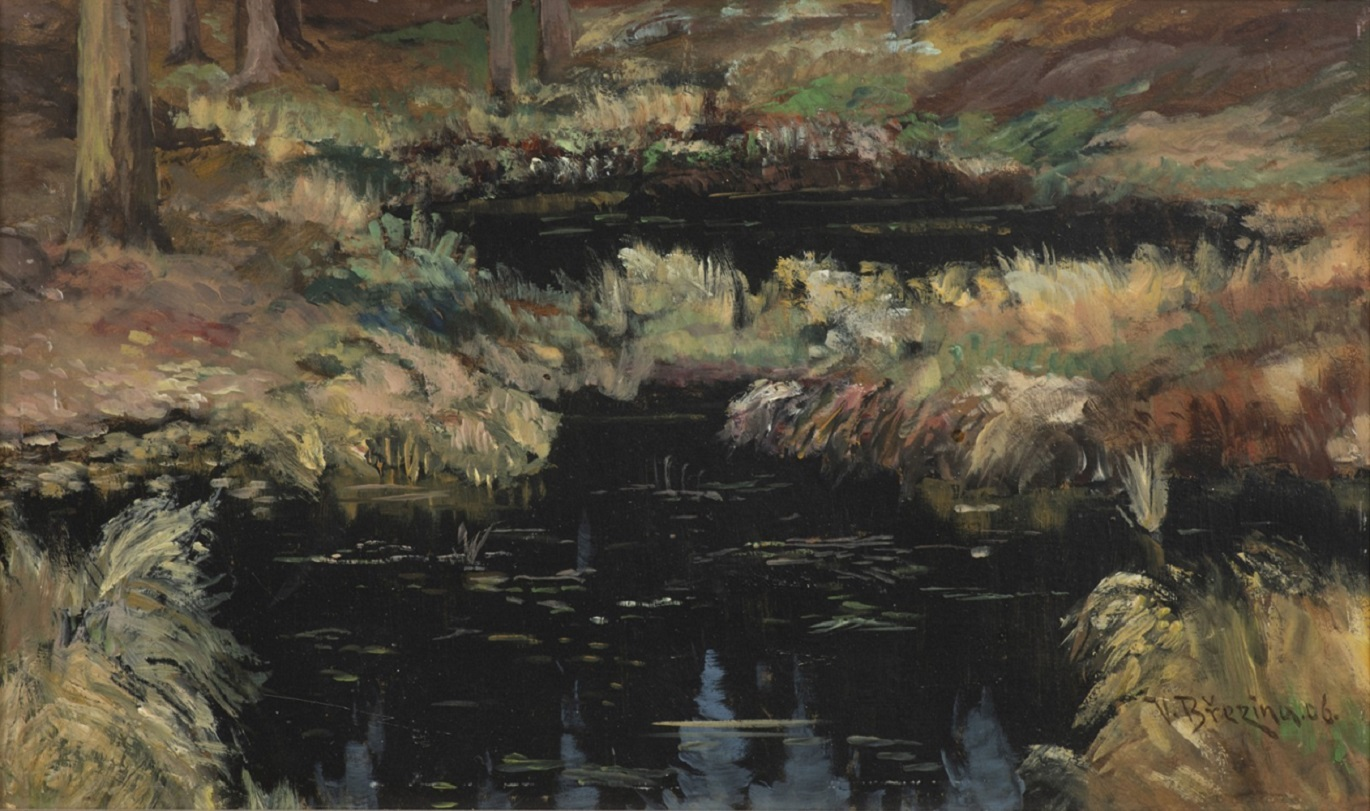
Václav Březina Tůně (studie, 1906)
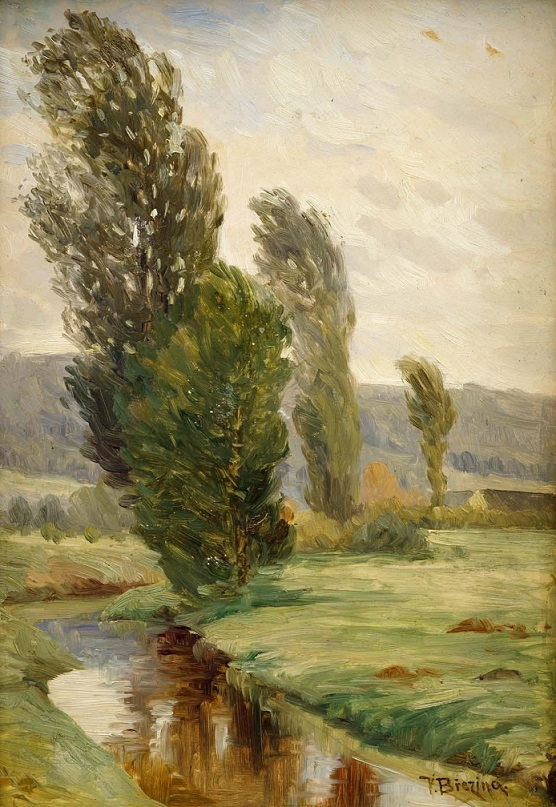
Václav Březina Potok (studie)
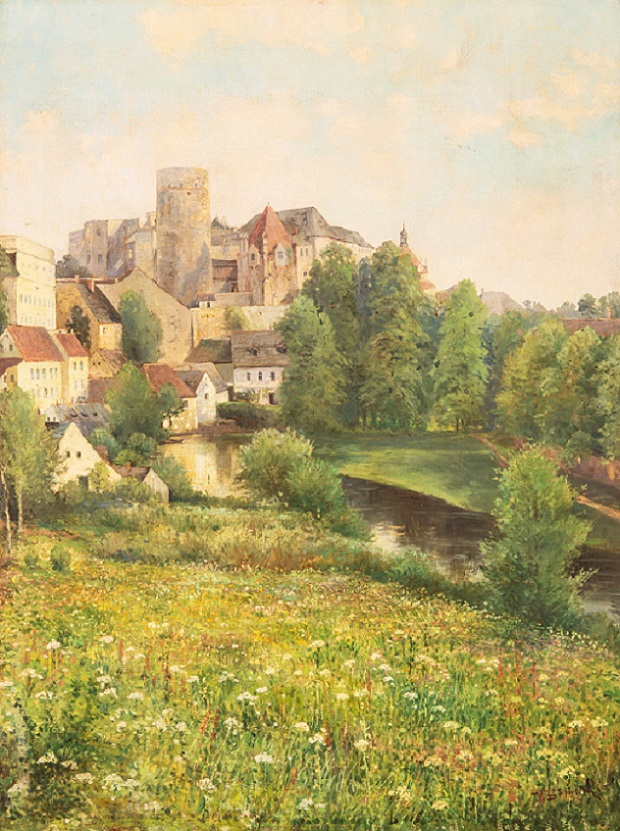
Václav Březina Jindřichův Hradec
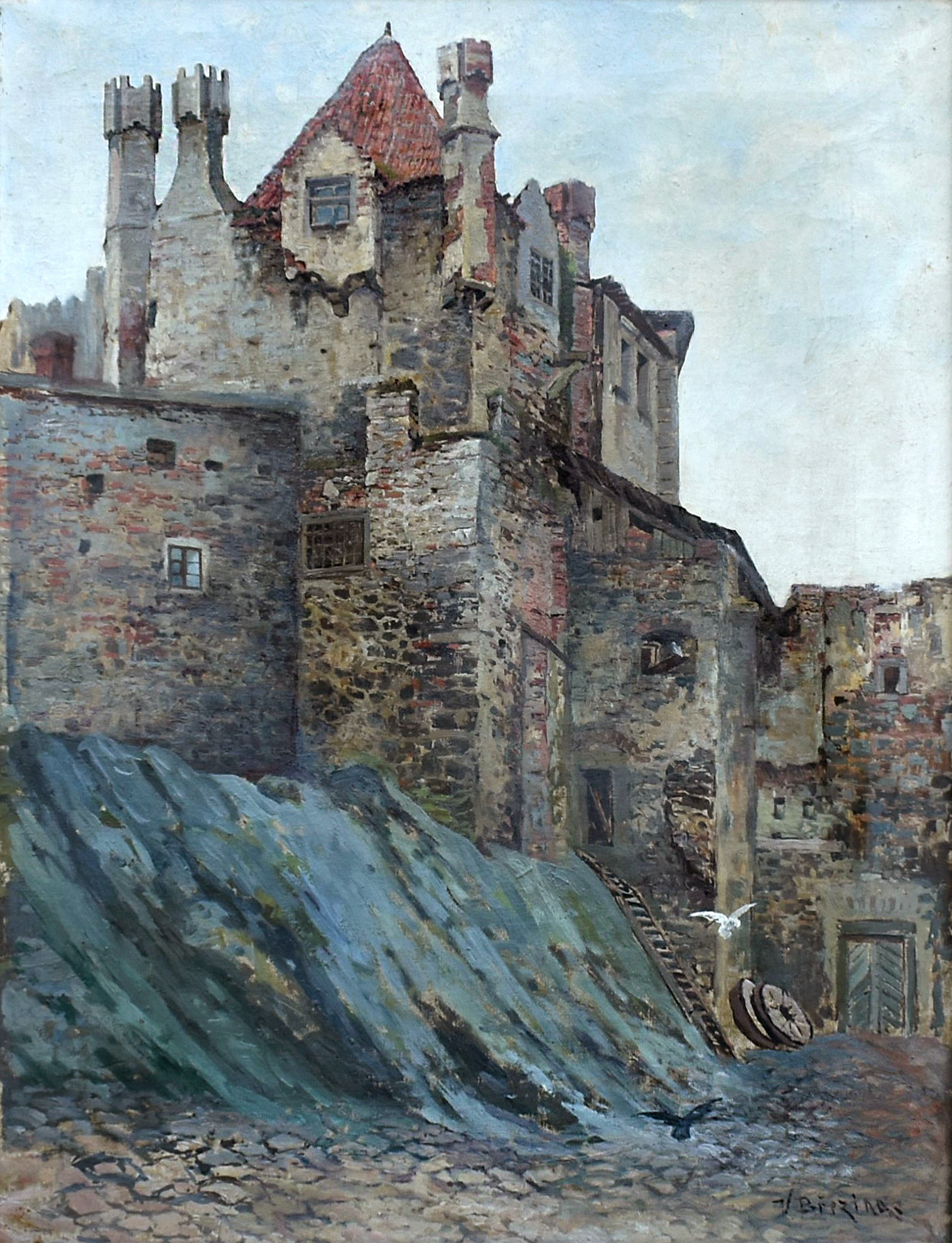
Václav Březina Jindřichův Hradec - Černá věž